# Yuanji
Yuanji (kinesiska: 袁集) är en köping i östra Kina. Den ligger i stadsdistriktet Yingzhou i staden Fuyang i provinsen Anhui, omkring 170 kilometer nordväst om provinshuvudstaden Hefei. Antalet invånare är 33777. Befolkningen består av 17 759 kvinnor och 16 018 män. Barn under 15 år utgör 21,0 %, vuxna 15-64 år 67 %, och äldre över 65 år 10,0 %.